# 多石村

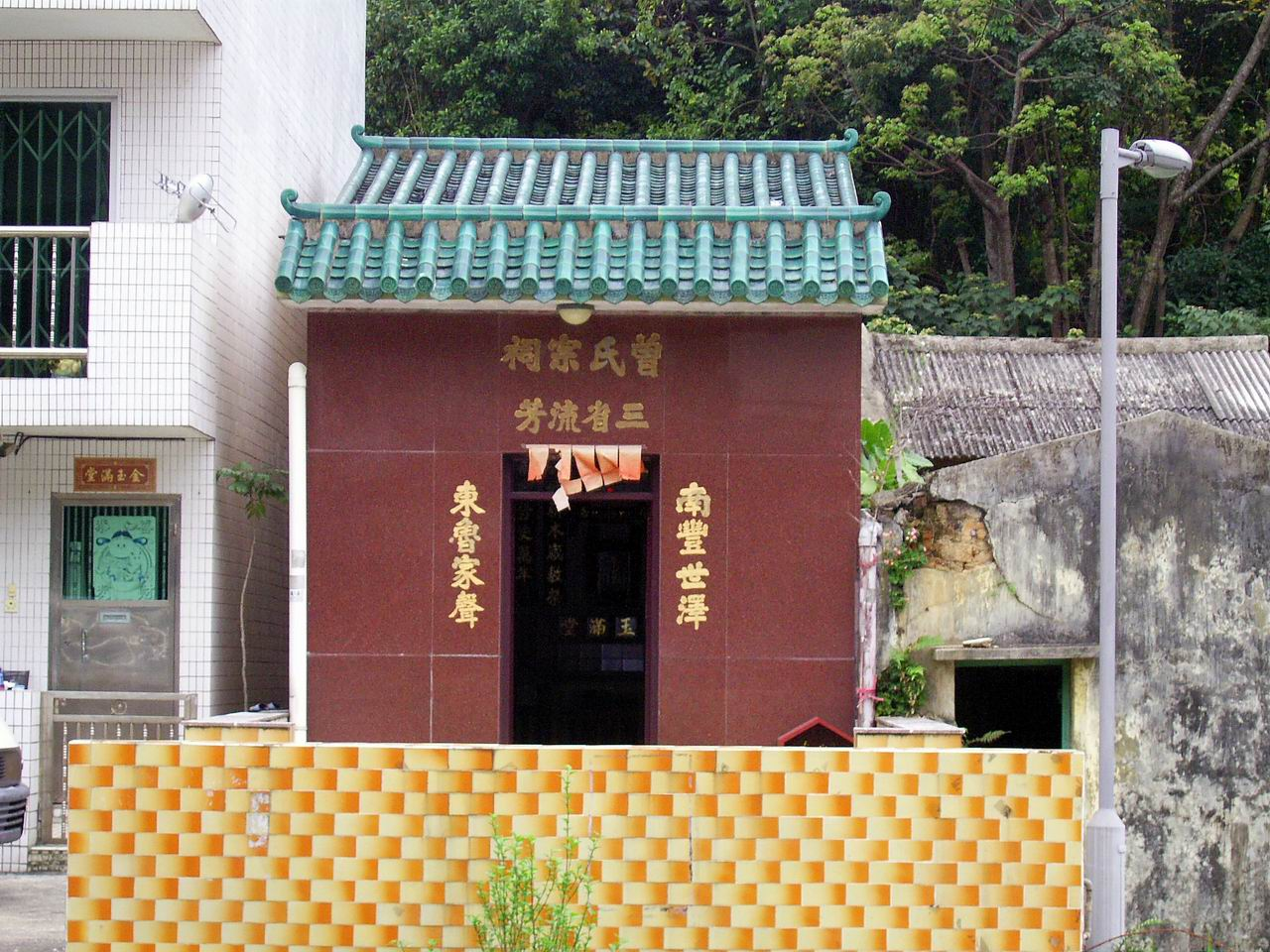
多石村曾氏宗祠

多石村（英語：To Shek Tsuen）位於香港新界沙田，是沙田區的一條鄉村。多石村屬於沙田九約中的「沙田圍約」，在清朝初年立村，為來自廣東省興寧、博羅等地曾姓的單一姓氏客家村落。當曾氏開基祖建村後，將村命名為「新塘」，後因村後山上巨石嶙峋，稱為「石磊山」，而該村亦因此而被改以「多石」為村名。過去多石村屬沿海村落，以養殖淡水魚為主，後因英政府發展沙田新市鎮，沿岸的地理特徵消失，取而代之是村前面的沙瀝公路、沙田圍路和威爾斯親王醫院。
由於威爾斯親王醫院與多石村僅僅隔着一條沙田圍路，所以麥當勞在香港開設的亞洲第一所麥當勞叔叔之家就在村內設置。

## 相關街道命名
以「多石」命名的街道
- 多石街
- 多石徑

## 鄉郊代表
- 原居民代表：曾求光 (自動當選)[1]
- 居民代表：曾天有 (自動當選)[2]

## 图集

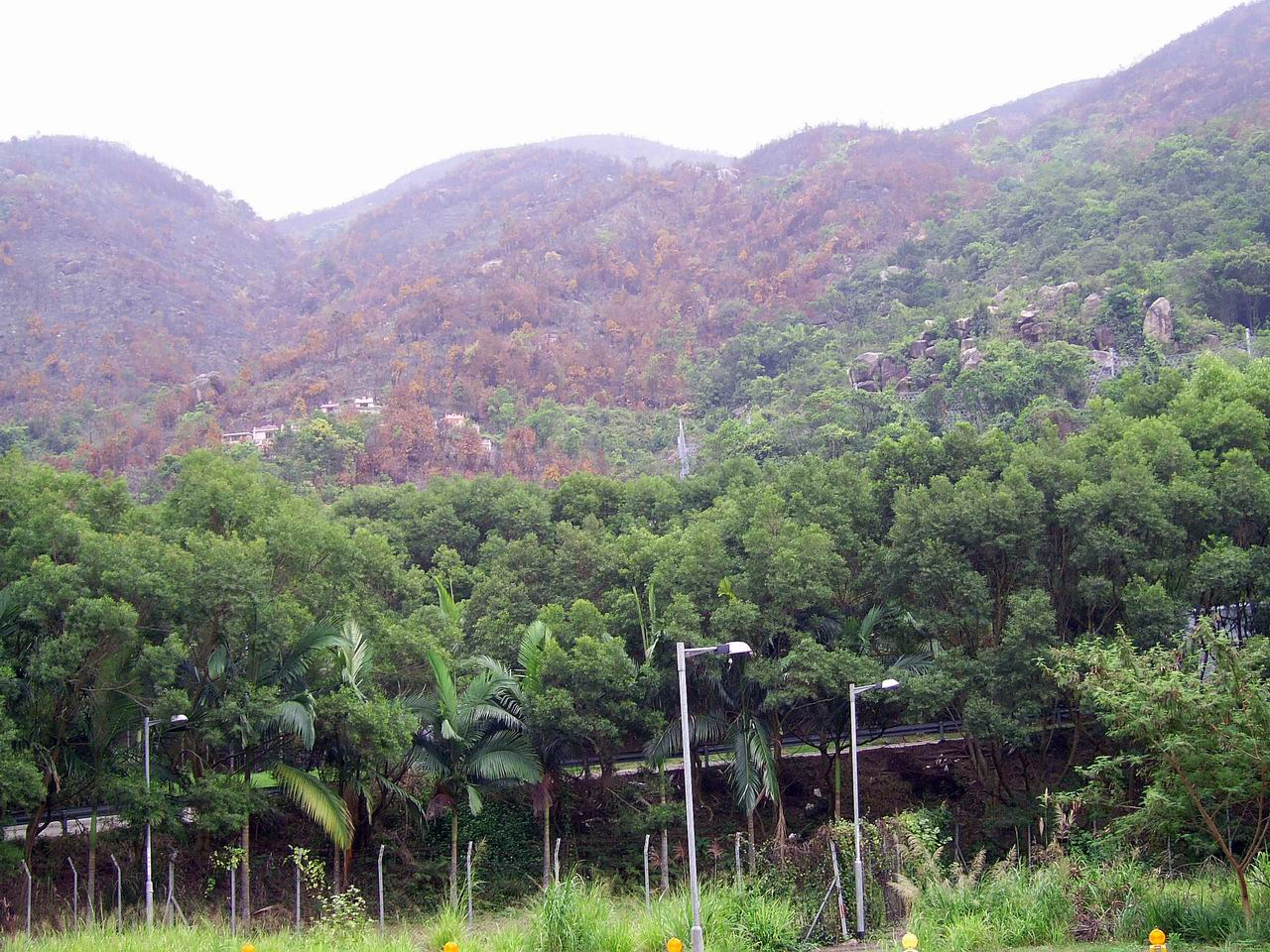
多石村後山，左方為2008年山火痕跡，右方可見巨石嶙峋
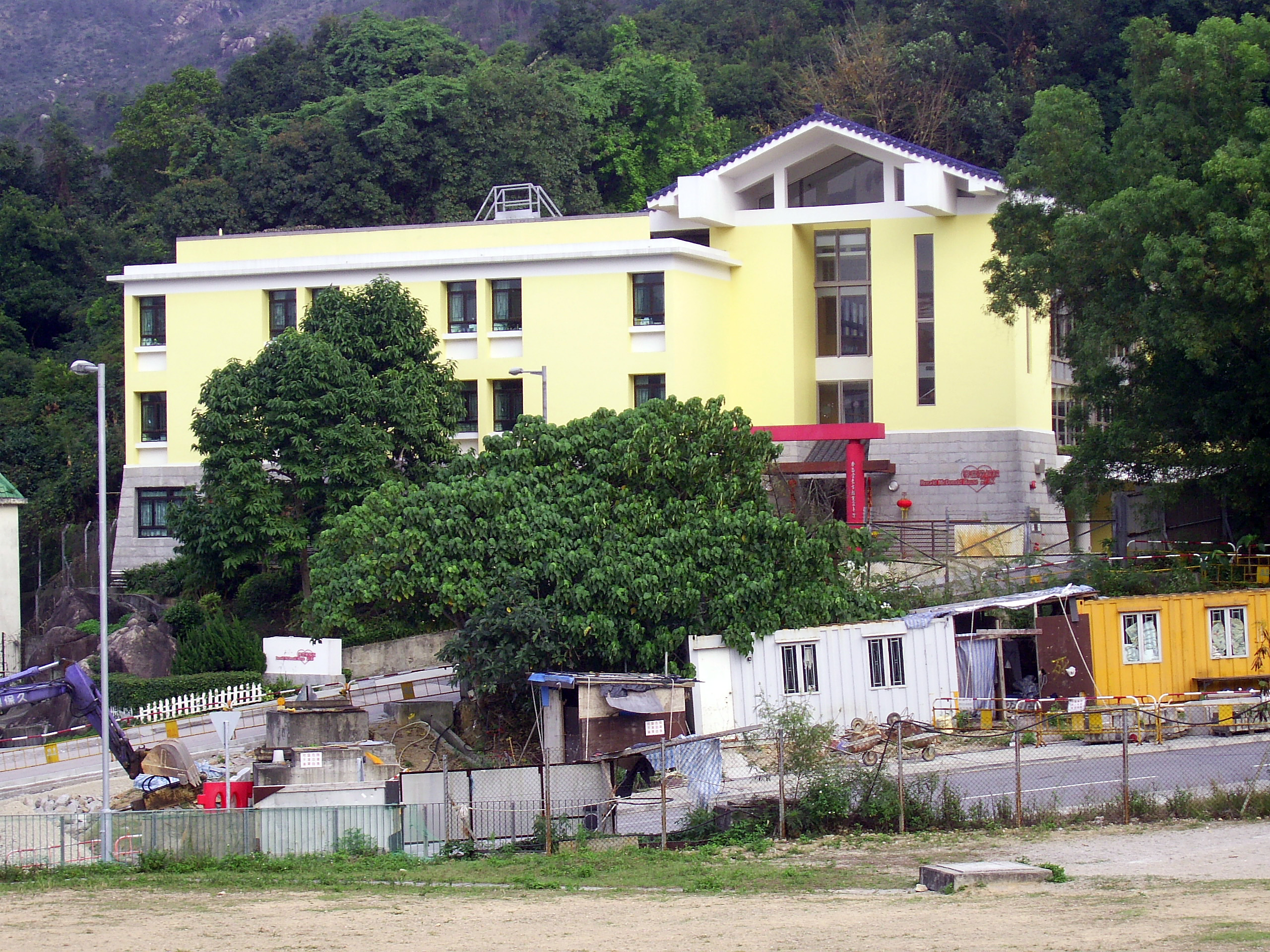
麥當勞叔叔之家

## 站外鏈結
- 麥當勞叔叔之家
- 沙田山火火勢減弱 （页面存档备份，存于）